# Nati nel 1150
| Questa pagina contiene informazioni ricavate automaticamente dalle voci biografiche con l'ausilio del template Bio e di un bot. L'aggiornamento è periodico e automatico e ricostruisce completamente la pagina. Se manca una persona in questa lista, sei pregato di non aggiungerla, ma accertati piuttosto che la sua voce biografica contenga il template Bio e che i dati anagrafici siano correttamente compilati. Se il template Bio manca, inseriscilo tu stesso o, in alternativa, metti l'avviso {{tmp\|Bio}} che ne segnala la mancanza. Se i dati riportati sono sbagliati, correggi direttamente la voce biografica; le modifiche saranno visibili in questa lista entro pochi giorni. Per chiarimenti vedi il progetto biografie. La lista contiene solo le 17 persone che sono citate nell'enciclopedia e per le quali è stato implementato correttamente il template Bio. Pagina aggiornata al 10 feb 2025. |

- Agnese di Loon, nobile tedesca († 1191)
- Baldovino V di Hainaut, conte († 1195)
- Bonifacio I del Monferrato, sovrano italiano († 1207)
- Manuele Camytzes, generale bizantino
- Canuto I di Svezia, re († 1196)
- Andrea Cappellano, scrittore e religioso francese († 1220)
- Cristina l'Ammirabile, mistica belga († 1224)
- Fakhr al-Dīn al-Rāzī, filosofo e teologo persiano († 1210)
- Hugues de Berzé, francese († 1220)
- Maurizio I di Oldenburg, conte tedesco († 1209)
- Saxo Grammaticus, storico danese († 1220)
- Stefano di Châtillon, abate, vescovo cattolico e santo francese († 1208)
- Samuel ben Judah ibn Tibbon, rabbino e filosofo francese († 1230)
- Leone II d'Armenia, re armeno († 1219)
- Eble de Saignas, trovatore francese
- Alasia del Monferrato, nobildonna († 1232)
- Andrea di Chavigny, militare francese († 1202)